# 343 Industries
343 Industries, ofta förkortat 343i eller endast 343, är en spelstudio underordnad Microsoft Game Studios som fått ansvaret för Halo-franchisen sedan Bungie avslutade sitt arbete med Halo. Dess namn är taget från en karaktär i spelen kallad 343 Guilty Spark. Förutom media, litteratur och paraphernalia såsom action-figurer ansvarar 343 även för den fortsatta utvecklingen av Halo-spelen, och har hittills producerat Halo: Combat Evolved Anniversary, Halo 4, Halo 5: Guardians och Halo Wars 2, och arbetar för närvarande med Halo Infinite.